# Daniel Kehlmann
Daniel Kehlmann (ur. 13 stycznia 1975 w Monachium) – austriacko-niemiecki pisarz, eseista i dramaturg.

## Biogram
Kehlmann pochodzi z rodziny artystycznej. Jego rodzicami są reżyser Michael Kehlmann i aktorka Dagmar Mettler, dziadkiem był zaś austriacki pisarz ekspresjonistyczny Eduard Kehlmann. W 1981 r. rodzina Kehlmannów przeprowadziła się do Wiednia, gdzie młody Daniel ukończył Kollegium Kalksburg, a następnie studiował na tamtejszym uniwersytecie filozofię oraz germanistykę. Literacko debiutował w 1997 r. powieścią Beerholms Vorstellung (pol. Beerholm przedstawia, 2004, tłum. Jakub Ekier). Międzynarodowy rozgłos przyniosła mu wydana w 2003 r. piąta książka Ich und Kaminski, światowym bestsellerem okazała się zaś powieść Die Vermessung der Welt z 2005 r. (pol. Rachuba świata, 2007, tłum. Jakub Ekier), uznana przez czytelników i licznych recenzentów za jedno z największych osiągnięć niemieckiej literatury powojennej. Wielkim sukcesem była także jego najnowsza powieść Tyll (2017), która utrzymywała się w Niemczech przez dwa miesiące na szczycie listy bestsellerów czasopisma Der Spiegel.
Kehlmann wykładał gościnnie poetykę i literaturę na uczelniach [[Miniatura Uniwersytet Johannesa Gutenberga w Moguncji
Uniwersytet Johannesa Gutenberga w Moguncji|w Moguncji]], Wiesbaden, Getyndze, Tybindze, Kolonii, Nowym Jorku i Frankfurcie nad Menem.
Jest członkiem Akademii Nauk i Literatury w Moguncji, Wolnej Akademii Sztuk w Hamburgu oraz Niemieckiej Akademii Języka i Literatury w Darmstadt.
Mieszka w Wiedniu i Berlinie.

## Utwory literackie

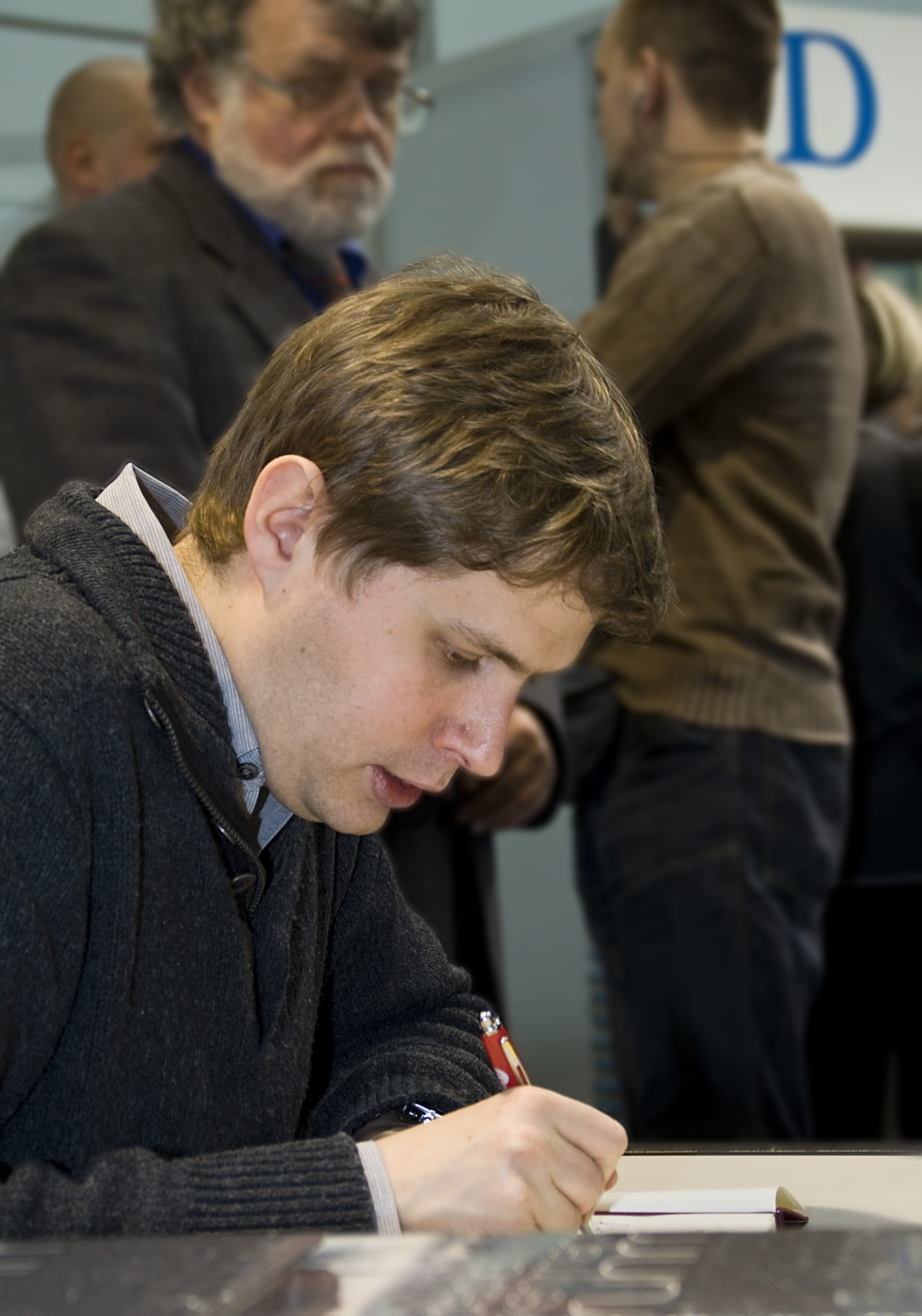
Daniel Kehlmann

Kehlmann w eseju Wo ist Carlos Montúfar? określa swoją narracyjną samoświadomość w ten sposób: „Narrator operuje rzeczywistością. Z chęci poprawy tej rzeczywistości według swoich wyobrażeń, wymyśla drugą, prywatną…”. Kehlmann wymyśla sam swoich bohaterów oraz ich historie i osadza siebie oraz czytelników – w ramach eksperymentu – w perspektywie swoich protagonistów. Jego postacie są z reguły na swój sposób skrajne: skrajnie powierzchowne i zarozumiałe, jak w Ich und Kaminski, albo skrajnie zdolne jak w Mahlers Zeit. W artykule z 2011 dla niemieckiego dziennika FAZ Kehlmann podkreślił, jak bardzo na jego twórczość wpłynął amerykański pisarz E.L. Doctorow. Według niego nie ma innego pisarza, od którego nauczyłby się więcej niż od autora takich utworów, jak Billy Bathgate i Ragtime. Postacie Kehlmanna żyją w dobrze nam znanej rzeczywistości, jednocześnie stykają się z jej granicami. W debiutanckiej powieści Kehlmanna Beerholms Vorstellung (Beerholm przedstawia) sceniczny iluzjonista zaczyna wierzyć, że naprawdę potrafi czarować, w następnej powieści Mahlers Zeit młody naukowiec odkrywa formułę, za pomocą której może przechowywać czas. W powieści Ruhm. Ein Roman in neun Geschichten Kehlmann przekracza ramy realności, przez co granice fikcji zacierają się.
W kontekście literaturoznawczym Kehlmann został określony, jako „magiczny realista” oraz umieszczony w pewnej tradycji, która sięga do 1920 i jest związana z takimi osobami jak Alfred Kubin, Alexander Lernet-Holenia i Leo Perutz, jak i z łacińsko-amerykańskimi autorami, jak Gabriel García Márquez. W powieści Ich und Kaminski główny bohater, zarozumiały Sebastian Zöllner, postanawia stworzyć biografię legendarnego malarza Kaminskiego. Dziennikarz chce dzięki temu rozwinąć swoją karierę. Ostatecznie Zöllner zdaje sobie sprawę jak bezwartościowe było jego dotychczasowe życie.
Die Vermessung der Welt (Rachuba świata) jest powieścią Kehlmanna, która osiągnęła największy sukces i tylko w przestrzeni niemieckojęzycznej została sprzedana w ok. 2, 5 mln egzemplarzy. Na liście międzynarodowych najlepiej sprzedających się książek roku 2006, którą opublikowała The New York Times 15 kwietnia 2007, Rachuba świata zajęła drugie miejsce. Powieść ta jest zazębiającą się opowieścią o biografiach i odkryciach dwóch wielkich naukowców: Alexandra von Humboldta i Carla Friedricha Gaussa, a jednocześnie traktuje o narodzinach nowoczesnej nauki, ale i niemieckiej duchowości w pierwszych dekadach XIX w. Język książki w dużej mierze jest oparty na mowie zależnej, przez co powstają liczne komiczne efekty. Historycy częściowo krytykują przedstawienie głównych postaci oraz epoki w tym utworze.
W styczniu 2009 ukazała się kolejna powieść Kehlmanna Ruhm – Ein Roman in neun Geschichten, która od samego początku wywołała spore medialne echo. 28 grudnia 2008 Frankfurter Allgemeine Zeitung opublikował fragmentaryczny autoryzowany druk wstępny oraz wywiad z autorem, a następnie 5 stycznia 2009 magazyn Der Spiegel opublikował krótki opis książki o charakterze recenzyjnym. Za naruszenie prawa dotyczącego zakazu tymczasowej publikacji „Der Spiegel” został pozwany przez wydawnictwo Rowohlt Verlag. Odbiór tej powieści wśród krytyków był kontrowersyjny, jedni ocenili ją jako przykład literatury światowej, a inni jako zwykła germanistyczna proza. Według statystyk do połowy lutego 2009 sprzedano ok. 300 000 egzemplarzy. Powieść Ruhm – Ein Roman in neun Geschichten zajęła pierwsze miejsca na liście bestsellerów „Spiegla” i Focusa oraz dziesiąte miejsce na liście niemieckich bestsellerów roku sporządzonej przez „Spiegla” w 2009 roku.
30 sierpnia 2013 została wydana najnowsza książka Kehlmanna pod tytułem F, która opisuje historię trzech braci, którzy są oszustami i hipokrytami. Powieść ta została umieszczona w roku 2013 na liście niemieckiej nagrody literackiej Deutscher Buchpreis i zajęła, jak poprzednie powieści Kehlmanna, pierwsze miejsce na liście bestsellerów „Spiegla”.
Jesienią 2016 ukazało się opowiadanie Kehlmanna Du hättest gehen sollen. Okładka niemieckiego pierwszego wydania została zaprojektowana przez Thomasa Demanda, który stworzył ilustracje specjalnie dla tej książki.

## Eseistyka i krytyka literacka
Kehlmann objaśnia swoją zorientowaną na eksperymenty poetykę przy pisaniu powieści historycznej w tekście Wo ist Carlos Montúfar? Sam autor przyznaje, że wcześniej działał jako krytyk literacki dla niemieckich czasopism oraz magazynów, m.in. dla Süddeutsche Zeitung, Frankfurter Rundschau, Frankfurter Allgemeine Zeitung, Volltext, Literaturen oraz Der Spiegel. Szczególnie wielką sympatią Kehlmann darzy twórczość Vladimira Nabokova, jednak dość wyraźnie dystansuje się od porównań z Bertoltem Brechtem, który działał politycznie. Mimo to próbowano doszukać się związku Kehlmanna nie tylko z Brechtem, ale także z Karolem Marksem. Kehlmann sam przyznał, że książką, która najbardziej mu zaimponowała była powieść Lwa Tołstoja Wojna i pokój.
Przemówienie Kehlmanna pod tytułem Kommt, Geister rozpoczęło wykłady poetyckie na Uniwersytecie we Frankfurcie nad Menem (Frankfurter Poetik-Vorlesungen) w 2014, które odbyły się pod hasłem „Wyparcie narodowego socjalizmu w młodym okresie Republiki Federalnej Niemiec”. Podczas swojego przemówienia Kehlmann nawiązywał do Ingeborg Bachmann, pierwszej referentki tej serii wykładów z 1959 oraz do znaczących wydarzeń z tego roku. Od 2012 Kehlmann zasiada w jury Michael-Althen-Preis.

## Adaptacja dzieł
W wiedeńskim teatrze „Salon5” we wrześniu 2008 odbyła się prapremiera dramatyzacji Ich und Kaminski (inscenizacja i reżyseria: Anna Maria Krassnigg). W tym samym miesiącu państwowy teatr w Brunszwiku pokazał adaptację Die Vermessung der Welt (Rachuby świata) w reżyserii Dirka Englersa. We wrześniu 2009 roku w ramach festiwalu ZORN! – Dramatisches Erzählen Heute odbyła się prapremiera opowiadania Kehlmanna pod tytułem Töten. Ponadto te krótkie opowiadanie zostało przedstawione na deskach teatru (inscenizacja i reżyseria Benedikt Haubrich) oraz sfilmowane (scenariusz i reżyseria: Tobias Dörr). W ramach festiwalu w Reichenau an der Rax w Austrii, w 2005 odbyła się prapremiera powieści Kehlmanna Ruhm. Ein Roman in neun Geschichten, w której udział wzięła Anna Maria Krassnigg.

## Sztuki teatralne
Kehlmannowi zlecono napisanie sztuki teatralnej na Festiwal w Salzburgu, której prapremiera miałaby otwierać ten festiwal w 2010. Planowano produkcję w reżyserii Matthiasa Hartmanna. 1 sierpnia 2011 miało miejsce debiutanckie czytanie sceniczne Kehlmanna Geister in Princeton, które wyreżyserował Christopher Hampton. Ta sztuka opowiada o poszczególnych etapach życia pewnego matematyka, Kurta Gödela. Prapremiera tej sztuki na deskach teatru odbyła się we wrześniu 2011 roku w teatrze w Grazu, w reżyserii Anny Badory.
W listopadzie 2012 odbyła się premiera drugiej sztuki Kehlmanna Der Mentor w teatrze Theater in der Josefstadt w Wiedniu, w reżyserii Herberta Föttingera. W listopadzie 2014 w tym samym teatrze odbyła się premiera sztuki Christophera Hamptonsa Eine dunkle Begierde, której autorem tłumaczenia był Kehlmann. Na początku lutego 2017 roku, również w Theater in der Josefstadt miała miejsce premiera sztuki Kehlmanna Heilig Abend, ponownie w reżyserii Herberta Föttingera.

## Recepcja w Polsce
Powieści Daniel Kehlmanna osiągnęły międzynarodowy sukces a Die Vermessung der Welt (Rachuba świata) stała się jednym z największych niemieckich bestsellerów XXI. w. Mimo to Kehlmann jest mało znany polskim czytelnikom a jego literatura nie zyskała popularności za granicą na Odrze. Spośród wszystkich powieści Kehlmanna sprzedających się świetnie na Zachodzie, tylko dwie zostały przetłumaczone na język polski. Jakub Ekier dokonał tłumaczenia Rachuby świata i Beerholm przedstawia, które jednak „nie doczekały się kolejnych wydań, nie zajęły pozycji na listach bestsellerów, nie były widoczne i promowane w księgarniach, nie doprowadziły również do powstania renomy pisarza w Polsce.” Po publikacji powieści w polskim przekładzie ukazała się znikoma ilość recenzji. Adam Krzemiński w jednym ze swoich artykułów objaśnia istotę sukcesu literatury Kehlmanna w niemieckim kręgu kulturowym oraz jej niepowodzenie w Polsce. Rachuba świata tematyzuje wzorzec mieszczaństwa w Niemczech oraz niemiecką kulturę, co dla polskiego czytelnika nie jest tematem zbyt interesującym. Główne postaci Rachuby świata to ikony niemieckiej, a nie polskiej kultury i nauki (Alexander von Humboldt i Carl Friedrich Gauss). Autor operuje dialogami w mowie zależnej, które dobrze brzmią po niemiecku, a nie po polsku. Literaturą Kehlmanna w Polsce zajmują się przede wszystkim krytycy literaccy oraz germaniści. Ponadto w języku polskim ukazały się trzy opowiadania Kehlmanna Pod słońcem (Unter der Sonne), Skok na bank (Bankraub), Najdalsze miejsce (Der fernste Ort) również w tłumaczeniu Jakuba Ekiera.

## Dzieła

### Publikacje
- Beerholms Vorstellung, Suhrkamp, Frankfurt am Main 1997 (polskie tłumaczenie: Beerholm przedstawia, tł. Jakub Ekier, Warszawa, WAB 2004)[18]
- Unter der Sonne (Pod słońcem, zbiór opowiadań opublikowany w 1998),
- Mahlers Zeit 1999
- Der fernste Ort (Najdalsze miejsce) 2001
- Ich und Kaminski 2003
- Die Vermessung der Welt 2005 (polskie tłumaczenie: Rachuba świata, tł. Jakub Ekier, Warszawa, WAB 2007)[19]
- Wo ist Carlos Montúfar? 2005
- Diese sehr ernsten Scherze 2007
- Requiem für einen Hund (Rozmowa z Sebastianem Kleinschmidtem) 2008
- Leo Richters Porträt, Rowohlt, Reinbek bei Hamburg 2009
- Ruhm. Ein Roman in neun Geschichten Rowohlt, Reinbek bei Hamburg 2009
- Lob: Über Literatur Rowohlt, Reinbek bei Hamburg 2010
- F Rowohlt, Reinbek bei Hamburg 2013
- Kommt, Geister. (podczas Frankfurter Poetikvorlesungen) Rowohlt, Reinbek bei Hamburg 2015
- Du hättest gehen sollen Rowohlt, Reinbek bei Hamburg 2016
- Tyll, Rowohlt, Reinbek bei Hamburg 2017[20]

### Słuchowiska
- Ich und Kaminski, Reżyseria: Thomas Leutzbach, 2004
- Die Vermessung der Welt, Reżyseria: Alexander Schuhmacher, 2007
- Geister in Princeton, Reżyseria: Norbert Schaeffer, 2013
- Der Mentor, Reżyseria: Götz Fritsch, 2014

## Wyróżnienia
- Nagroda Kulturkreis der deutschen Wirtschaft(inne języki), 1998
- Stypendium Literarisches Colloquium Berlin(inne języki), 2000
- Nagroda Urzędu Kanclerza Austrii (Förderpreis des Österreichischen Bundeskanzleramtes), 2003
- Candide-Preis(inne języki) des Literarischen Vereins Minden, 2005
- Finalista nagrody Deutscher Buchpreis za Die Vermessung der Welt (Rachubę świata), 2005
- Nagroda literacka niemieckiej Fundacji Konrada Adenauera (Literaturpreis der Konrad-Adenauer-Stiftung(inne języki));
- Nagroda literacka im. Heimito von Doderera (Heimito von Doderer-Literaturpreis);
- Nagroda im. Kleista (Kleist-Preis(inne języki)), 2006
- Nagroda literacka niemieckiego dziennika Die Welt (WELT-Literaturpreis), 2007
- Grand Prix du Livre des dirigeants für Les Arpenteurs du Monde (francuskojęzyczna wersja Rachuby świata), 2007
- Nagroda dla młodych autorów im. Per-Olov-Enquist-Preis (Per-Olov-Enquist-Preis(inne języki)), 2008
- Prix Cévennes du roman européen für Gloire (francuskojęzyczna wersja Ruhm. Ein Roman in neun Geschichten), 2010
- Nagroda im. Nestroya (Nestroy-Theaterpreis(inne języki)) – Nagroda za Geister in Princeton (czytanie odbyło się w teatrze w Grazu), 2012
- Frankfurter Poetik-Dozentur, 2014